# Parsoburan Barat
Parsoburan Barat is een bestuurslaag in het regentschap Toba Samosir van de provincie Noord-Sumatra, Indonesië. Parsoburan Barat telt 923 inwoners (volkstelling 2010).